# Utbölingstjärnen
Utbölingstjärnen är en sjö i Bergs kommun i Jämtland och ingår i Indalsälvens huvudavrinningsområde. Utbölingstjärnen ligger i Brötarna Natura 2000-område.